# Carlos Gilberto Carlotti Júnior
Carlos Gilberto Carlotti Júnior (Campinas, 30 de maio de 1960) é um neurocirurgião brasileiro especializado no tratamento e na biologia de tumores do sistema nervoso central. É o atual reitor da Universidade de São Paulo, eleito em 2021 para o mandato de 2022 a 2026.

## Carreira
Carlotti é formado em medicina pela Faculdade de Medicina de Ribeirão Preto da USP (FMRP). Fez mestrado e doutorado na mesma faculdade, obtendo o título de doutor em 1998. É professor titular e foi diretor da FMRP, além de atuar como pró-reitor de Pós-Graduação da USP de 2016 a 2021.
Na eleição realizada no dia 25 de novembro de 2021, a chapa USP Viva, formada por Carlotti e Maria Arminda do Nascimento Arruda, foi mais votada, com 1.156 votos. Respeitando a lista tríplice encaminhada pela universidade, o governador de São Paulo João Doria nomeou novos reitor e vice-reitora da USP no dia 8 de dezembro do mesmo ano. A posse ocorreu em 26 de janeiro de 2022.